# 66°North
66°North (en islandais: 66°Norður) est une marque vestimentaire islandaise fondée en 1926 par Hans Kristjánsson.